# Berrocalejo (kommun)
Berrocalejo är en kommun i Spanien.   Den ligger i provinsen Provincia de Cáceres och regionen Extremadura, i den centrala delen av landet, 160 km väster om huvudstaden Madrid. Antalet invånare är 140. Berrocalejo ligger vid sjön Embalse de Valdecañas.